# Cornelia Polit
Cornelia Polit, née le 18 février 1963 à Teutschenthal (RDA), est une nageuse est-allemande, spécialiste des courses de dos.
Elle est vice-championne olympique du 200 mètres dos aux Jeux olympiques de 1980 à Moscou.

## Palmarès

### Championnats d'Europe
- Championnats d'Europe 1981 à Split (Yougoslavie) :
  -  Médaille d'or du 200 m dos ;
  -  Médaille d'argent du 100 m dos.
- Championnats d'Europe 1983 à Rome (Italie) :
  -  Médaille d'or du 200 m papillon ;
  -  Médaille d'argent du 100 m papillon.